# Anne Tyng
Anne Tyng (Lushan, Jiangxi, Xina, 14 de juliol de 1920 - Greenbrae, Califòrnia, 27 de desembre de 2011) fou una arquitecta estatunidenca.
Un cop llicenciada en Belles Arts a la Universitat de Radcliffe, va estudiar amb Walter Gropius, Marcel Breuer i Catherine Bauer a l'Escola d'Arquitectura de Harvard, on es graduà. Tyng va estar treballant amb Konrad Wachsmann a Nova York (1944), amb la firma de disseny industrial de Van Doren, Nowland, i Schladermundt (1944), i al despatx de Knoll Associates (1944-1945). Després, a Filadèlfia, col·laborà al llarg de gairebé trenta anys amb el prestigiós arquitecte Louis I. Kahn.
Va ser professora a la Universitat de Pennsilvània durant 27 anys, ocupant la Càtedra de Morfologia Arquitectònica. Va ser membre de l'Institut Americà d'Arquitectes i de la Acadèmia Nacional de Disseny.
Són seus els projectes de la Casa Weiss (1947-1950) i la Casa Genel (1948-1951), l'Edifici Radbill i el Pincus Pavilion per a l'Hospital Psiquiàtric de Filadèlfia (1948-1954). Col·labora en el projecte de la City Tower (1953). De manera conjunta amb Kahn, és autora de la Galeria d'Art de la Universitat Yale (1951-1953), la Trenton Bath House (1955), l'estudi de Esherick (1956), el Martin Marietta Baltimore Research Center (1956-1957), l'Institut Salk (1959-1955), el Erdman Hall (1960-1965), el Mill Creek Housing Project (1962), i el Centre d'Art Britànic de Yale (1974), entre d'altres.
Es va fer famosa, l'any 1947, per dissenyar la joguina Tyng Toy, un joc de construcció de disseny modular realitzat amb contraxapat de fusta amb el qual es pot realitzar, amb un nombre reduït de peces que es poden acoblar de diferents maneres, mobiliari per a la llar i joguines.